# Relaparotomia
O conceito de relaparotomia é semelhante ao da laparotomia.
Laparotomia significa, basicamente, "abrir a barriga", e explorá-la porque pretende explorar o abdome para esclarecer um diagnóstico e eventualmente fazer alguma manobra terapêutica cirúrgica necessária.

## Conceito
Baseado nessas considerações, conceitua-se relaparotomia como sendo uma reintervenção durante o período pós operatório de uma laparotomia e que é diretamente ligado à primeira cirurgia. Geralmente é realizada durante a mesma internação, com raras exceções.

## Fatores Predispondentes
Principais fatores predisponentes à complicações que necessitam de reoperação  são trauma de vários órgãos e sistemas, trauma abdominal fechado e retardo ou inadequado da cirurgia inicial.
As complicações pós-operatórias incluem abscessos intra-abdominais, infecção do ferimento, fístula anastomótica e obstrução intestinal. Estas são frequentes por ser uma intervenção de urgência.Infecções de parede,íleo prolongado,sepse, complicações pulmonares e infecções urinárias encontram-se como as mais comuns.
A proximidade entre a cavidade abdominal, diafragma e pulmões aumenta o risco de problemas pulmonares. O local da incisão, os órgãos afetados, a inflamação pós-operatória e a dor no local da cirurgia comprometem a função pulmonar normal. O tipo, o local, e a duração do procedimento cirúrgico também afetam a expansão pulmonar. A dor geralmente é associada à diminuição do aporte respiratório, redução da pressão pleural e pressão intra-abdominal.